# Tizanidine
Tizanidine, được bán dưới tên thương hiệu Zanaflex và các thương hiệu khác, là một loại thuốc được sử dụng để điều trị co cứng cơ do chấn thương tủy sống hoặc bệnh đa xơ cứng. Hiệu quả xuất hiện tương tự như baclofen hoặc diazepam. Nó được uống qua miệng.
Các tác dụng phụ thường gặp bao gồm khô miệng, buồn ngủ, yếu và chóng mặt. Các tác dụng phụ nghiêm trọng có thể bao gồm huyết áp thấp, các vấn đề về gan, rối loạn tâm thần và kéo dài QT. Không rõ liệu sử dụng trong thai kỳ và cho con bú có an toàn không. Nó là một chất chủ vận α2-adrenergic và cách thức hoạt động của nó không hoàn toàn rõ ràng.
Tizanidine đã được chấp thuận cho sử dụng y tế tại Hoa Kỳ vào năm 1996. Nó có sẵn như là một loại thuốc gốc. Một tháng cung cấp ở Vương quốc Anh tiêu tốn của NHS khoảng 3,45 £ vào năm 2019. Tại Hoa Kỳ, chi phí bán buôn của số thuốc này là khoảng US $ 4,20. Năm 2016, đây là loại thuốc được kê đơn nhiều thứ 118 tại Hoa Kỳ với hơn 6 triệu đơn thuốc.

## Sử dụng trong y tế
Tizanidine đã được tìm thấy là có hiệu quả như các thuốc chống co thắt khác và dung nạp tốt hơn baclofen và diazepam.

## Tác dụng phụ
Các tác dụng phụ bao gồm chóng mặt, buồn ngủ, yếu, hồi hộp, ảo giác, trầm cảm, nôn mửa, khô miệng, táo bón, tiêu chảy, đau dạ dày, ợ nóng, tăng co thắt cơ, đau lưng, phát ban, đổ mồ hôi và cảm giác ngứa ran ở cánh tay, chân, tay và chân.